# 伊瓜苏河畔雷塞尔瓦
伊瓜苏河畔雷塞尔瓦是巴西巴拉那州的一个市镇。总面积834.232平方公里，总人口7383人，人口密度8.9人/平方公里。